# Bakri Hassan Saleh
Bakri Hassan Saleh (en arabe : بكري حسن صالح) est un homme d'État soudanais, Premier ministre entre 2017 et 2018, premier vice-président de la République de décembre 2013 à février 2019.

## Biographie
Saleh est né dans le village de Hafir Meshou, au nord de Dongola. Il a fréquenté l'école primaire Al-Hafir et a ensuite déménagé à l'école centrale Al-Barqeeq pour recevoir son éducation méditerranéenne. Il a étudié à l'école secondaire de Dongola de 1964 à 1968. Il est diplômé de l'Académie militaire soudanaise avec le grade de lieutenant en 1973. Il a servi comme commandant des forces spéciales de 1985 à 1987 et de nouveau de 1988 à 1989. 
En tant qu'officier de l'armée, Saleh a pris part au coup d'État militaire de juin 1989 qui a porté Omar el-Béchir au pouvoir et il a été membre du Conseil du commandement révolutionnaire pour le salut national, qui a gouverné le Soudan après le coup d'État. Saleh a occupé des postes importants dans les agences de sécurité soudanaises. Il a été directeur du service de sécurité nationale de 1990 à 1995, ministre de l'Intérieur de 1995 à 1998, ministre des Affaires présidentielles de 1998 à 2000, ministre de la Défense de 2000 à 2005, et à nouveau ministre des Affaires présidentielles de 2005 à 2013. 
En 2012, il a été nommé secrétaire général adjoint du Mouvement islamique. 
Saleh a été nommé premier vice-président le 8 décembre 2013 dans le cadre d'un remaniement de la direction à la suite des manifestations de 2013. Saleh a été répandu comme un successeur possible d'Omar al-Bashir. 
Le 1er mars 2017, il a été nommé par le président Omar el-Béchir comme premier Premier ministre du Soudan depuis la suppression de ce poste en 1989. Le poste de Premier ministre a été rétabli avec des pouvoirs limités, tandis que la plupart des pouvoirs sont restés entre les mains du président. En tant que Premier ministre, Saleh a conservé son poste de premier vice-président. Il a prêté serment en tant que Premier ministre le 2 mars. Deux mois plus tard, le 11 mai, Saleh a annoncé la composition du nouveau gouvernement, qui comptait 31 ministres et 44 secrétaires d'État.
Son procès s'ouvre le 20 juillet 2020, au sujet du coup d'État du 30 juin 1989 au Soudan.